# Greg (karikaturist)
Michel Régnier bolje poznan po svojem psevdonimu Greg, * 5. maj 1931, Ixelles, Belgija, † 29. oktober 1999, Pariz, Francija, belgijski karikaturist najbolj poznan po svojem delu Achille Talon, ter po svojem kasnejšem delu v reviji Tintin.

## Biografija
Regnier se je rodil v Ixellesu v Belgiji leta 1931. Njegova prva serija Les Aventures de Nestor et Boniface se je pojavila v belgijski reviji Vers l'Avenir, ko je imel šestnajst let. Nato se je prestavil v stripovsko revijo Héroic Albums, leta 1954 pa v franko-belgijsko stripovsko revijo Spirou. Leta 1955 je odprl svojo revijo Paddy, vendar jo je sčasoma ukinil.
Serija, po kateri je Greg najbolj znan, Achille Talon, se je začela leta 1963 v reviji Pilote, ki je tudi vir stripov, kot je Asterix. Ta serija, ki jo je napisal in ilustriral, predstavlja komične napake istoimenskega blagozrešnega polisillabičnega buržoazijskega meščanstva. Med vsemi 42 albumi, ki so se pojavili, so bila prva leta polna krajših smešnic, kasneje pa so se pojavile celovite (tj. 44 strani dolge) zgodbe. Serijo je nadaljeval Widenlocher po Gregovi smrti. Angleški prevod z naslovom Walter Melon ni bil uspešen. Leta 1996 je nastala animirana serija 52 epizod po 26 minut. Ta serija je bila v angleščini prikazana tudi pod imenom Walter Melon. Druge serije, za katere je Greg ponujal umetniška dela v zgodnjih 60. letih, so boksarska serija Rock Derby in oživitev klasike Alaina Saint-Ogana Zig et Puce.
Regnier je postal glavni urednik revije Tintin leta 1966 vse do 1974. V tem obdobju je revijo oddaljil od klasične Ligne claire Hergéja in Edgarja Pierra Jacobsa, ker so glavni avtorji nove zgodbe objavljali manj pogosto, in ker je revija trpela zaradi uspeha novih francoskih revij, kot je Pilote. Greg je predstavil bolj odrasli žanr, z manj popolnimi junaki in več nasilja. V tem obdobju je ustvaril nekaj svojih najbolj znanih serij, kot sta Bruno Brazil in Bernard Prince, v revijo pa je predstavil umetnike, kot je Hermann.
Leta 1975 je postal literarni direktor francoskega založnika Dargaud in ustanovil revijo Achille Talon. Ko se je preselil v Pariz, je postal francoski državljan in si uradno spremenil ime v Michel Greg. V poznih sedemdesetih se je preselil v ZDA kot predstavnik Dargauda, kjer je delal na več televizijskih projektih in promoviral evropske stripe. V Francijo se je vrnil sredi osemdesetih let, kjer je nadaljeval s pisanjem stripov in pisal tudi romane za zbirko  Hardy et Lesage Fleuvea Noira.
Kot "Greg" je bil Regnier eden najplodnejših ustvarjalcev franko-belgijskih stripov, ki je delal v vseh zvrsteh in sodeloval z mnogimi drugimi evropskimi umetniki in scenaristi. Poleg sodelovanja z umetnikom Hermannom, je Greg sodeloval tudi z Andréjem Franquinom, Eddyjem Paapeom (Luc Orient), Danyjem, Albertom Uderzom in Renéjem Goscinnyjem ter številnimi drugimi. Ocenjujejo, da je kot pisatelj in umetnik prispeval k približno 250 stripovskim zvezkom.
Hergé ga je prosil, naj prenovi dva scenarija Tintina in njegovih pustolovščin – Sedem kristalnih krogel in Sončev tempelj – za dolgi animirani film z naslovom Sončev tempelj. Napisal je tudi scenarij za Tintin in jezero morskih psov. Grega so prosili, naj napiše dve zgodbi tudi za Tintinove stripe, med njimi tudi Le Thermozéro, a jih na koncu Hergé, ki je želel obdržati ves kreativni nadzor, ni uporabil.
Michel Regnier je umrl leta 1999 v Parizu v Franciji.

## Nagrade
- 1985: Haksturjeva nagrada, Španija, za najboljši dolgi strip za Spirou et Fantasio: QRN sur Bretzelburg, umetnik: André Franquin